# Echinism
Echinismul sau piciorul echin (din latina equinus = de cal, de la equus = cal), numit și mersul pe vârfurile degetelor, este o deformare permanentă, congenitală sau dobândită, a piciorului care este blocat în hiperextensie maximală și se sprijină pe pământ numai pe antepicior sau pe degete, în timp ce călcâiul rămâne ridicat,  rezultând o conformație asemănătoare geometric cu copita unui cal. Axul piciorului se află în prelungirea axului gambei. Poate fi unilateral sau bilateral. Mersul pe vârfurile degetelor sau mersul echin se consideră o  poziție normală (echinism fiziologic) la copii de până la 3 ani. Dacă mersul pe vârfurile degetelor rămâne persistent după vârsta de 3 ani sau apare la o vârstă mai înaintată, el este considerat anormal și necesită o evaluare clinică atentă. Echinismul unilateral se observă în afecțiuni neuromusculare (paralizie cerebrală cu hemiplegie) sau în discrepanța lungimii picioarelor posttraumatică  sau congenitală (luxația șoldului). Echinismul bilateral se observă în afecțiuni neuromusculare (paralizie cerebrală cu diplegie, distrofia musculară Duchenne, tracțiunea măduvei spinării (en. tethered spinal cord), diastematomielie, spina bifida, boala Charcot-Marie-Tooth), retracția (scurtarea) congenitală a tendonului ahilian, spondilită anchilozantă, malformații venoase ale mușchilor posteriori ai gambei, afecțiuni psihiatrice (autism, schizofrenie, retard mental) sau poate fi un obicei. Piciorul echin poate apărea izolat (echin pur) sau combinat cu alte afecțini ale piciorului, făcând parte dintr-un tablou clinic de malformații complexe, ca piciorul varus echin. Tratamentul poate fi, în funcție de etiologie, ortopedic, cu aparat ghipsat, sau chirurgical: alungirea tendonului lui Ahile, blocare chirurgicală a suprafețelor articulare ale articulației talocrurale (artrodeză) în poziție corectă.